# Nelson Leal
Nelson Souza Leal (Salvador, 15 de março de 1970),é um político brasileiro. Foi eleito deputado estadual na Bahia, com mandato iniciando-se em 1° de fevereiro de 1999. A partir de então, reelegeu-se inúmeras e consecutivas vezes.